# Mesoleptus complacens
Mesoleptus complacens là một loài tò vò trong họ Ichneumonidae.